# كوداي ساكاموتو
كوداي ساكاموتو (باليابانية: 坂本広大) هو لاعب كرة قدم ياباني، ولد في 20 سبتمبر 1995 في كوماموتو في اليابان. لعب مع رواسو كوماموتو.

## وصلات خارجية
- كوداي ساكاموتو على موقع رابطة كرة القدم اليابانية للمحترفين (اليابانية)
- كوداي ساكاموتو على موقع قاعدة بيانات كرة القدم.إي يو (الإنجليزية)
- كوداي ساكاموتو على موقع Soccerway.com (الإنجليزية)
- كوداي ساكاموتو على موقع عالم كرة القدم.نت (الإنجليزية)